# Guignardia
Genre
Guignardia est un genre de champignons phytopathogènes ascomycètes de la famille des Botryosphaeriaceae. C'est notamment l'agent du "black rot", ou "pourriture noire", une maladie cryptogamique de la vigne.
Selon Index Fungorum, le nom n'est pas accepté. C'est un synonyme de Phyllosticta Pers. 1818.

## Liste des espèces
- Guignardia abeana
- Guignardia abietella-sibirica
- Guignardia acaciae
- Guignardia adeana
- Guignardia adianti
- Guignardia adriatica
- Guignardia aegyptiaca
- Guignardia aesculi
- Guignardia agerati
- Guignardia ahlesiana
- Guignardia ailanthi
- Guignardia aleuritis
- Guignardia alhagi
- Guignardia allamandae
- Guignardia alliacea
- Guignardia alnigena
- Guignardia alternantherae
- Guignardia alyxiae
- Guignardia amomi
- Guignardia anthurii
- Guignardia aphyllanthis
- Guignardia apiahyna
- Guignardia apocyni
- Guignardia arachidis
- Guignardia araliae
- Guignardia araucariae
- Guignardia ardisiae
- Guignardia arengae
- Guignardia asparagi
- Guignardia astragali
- Guignardia atropurpurea
- Guignardia aurangabadensis
- Guignardia bambusae
- Guignardia bambusella
- Guignardia bambusina
- Guignardia betulae
- Guignardia bidwellii
- Guignardia biennis
- Guignardia boltoniae
- Guignardia bulgarica
- Guignardia bumeliae
- Guignardia buxicola
- Guignardia cabelludae
- Guignardia cahirensis
- Guignardia calami
- Guignardia cambucae
- Guignardia camelliae
- Guignardia canavaliae
- Guignardia candeloflamma
- Guignardia capsici
- Guignardia caricae
- Guignardia caricicola
- Guignardia caricis
- Guignardia caryophyllea
- Guignardia castanopsidis
- Guignardia cephalanthae
- Guignardia cephalotaxi-nanae
- Guignardia chandrapurensis
- Guignardia chondri
- Guignardia cinchonae
- Guignardia cirsii
- Guignardia citricarpa
- Guignardia clematidis
- Guignardia clusiae
- Guignardia cocoës
- Guignardia cocogena
- Guignardia cocoicola
- Guignardia codiaei
- Guignardia coffeae
- Guignardia concinna
- Guignardia convolvuli
- Guignardia coronillae
- Guignardia creberrima
- Guignardia crepidis
- Guignardia cryptomeriae
- Guignardia cussoniae
- Guignardia cyperi
- Guignardia depressa
- Guignardia diapensiae
- Guignardia dieffenbachiae
- Guignardia diffusa
- Guignardia dinochloae
- Guignardia dioscoreae
- Guignardia discophora
- Guignardia dodartiae
- Guignardia dracaenae
- Guignardia durmitorensis
- Guignardia dyerae
- Guignardia echinophila
- Guignardia effusa
- Guignardia epilobii
- Guignardia eucalyptorum
- Guignardia eucrypta
- Guignardia eugeniae
- Guignardia eupatorii
- Guignardia euphorbiae
- Guignardia euphorbiae-spinosae
- Guignardia excentrica
- Guignardia fatsiae
- Guignardia festiva
- Guignardia fici
- Guignardia fici-beecheyanae
- Guignardia fici-septicae
- Guignardia flacourtiae
- Guignardia foeniculata
- Guignardia franconica
- Guignardia freycinetiae
- Guignardia fulvida
- Guignardia fuscocinerea
- Guignardia fuscocoriacea
- Guignardia galactina
- Guignardia garciniae
- Guignardia gaultheriae
- Guignardia glycyrrhizae
- Guignardia gmelinae
- Guignardia graminea
- Guignardia graminicola
- Guignardia graminis
- Guignardia harunganae
- Guignardia haydenii
- Guignardia heliconiae
- Guignardia helicteres
- Guignardia herbarum
- Guignardia hernandiae
- Guignardia heterostemmae
- Guignardia heterostemmatis
- Guignardia heterotrichi
- Guignardia heveae
- Guignardia heveicola
- Guignardia hibisci-sabdariffae
- Guignardia himalayensis
- Guignardia hispanica
- Guignardia horaninoviae
- Guignardia humulina
- Guignardia ilicis-formosanae
- Guignardia istriaca
- Guignardia jasmini
- Guignardia jasminicola
- Guignardia juniperina
- Guignardia jussiaeae
- Guignardia justiciae
- Guignardia kareliniae
- Guignardia lapponica
- Guignardia laricina
- Guignardia latemarensis
- Guignardia linderae
- Guignardia lingue
- Guignardia lini
- Guignardia lonchocarpi
- Guignardia lonicerae
- Guignardia lunulata
- Guignardia lysimachiae
- Guignardia magnoliae
- Guignardia mammeae
- Guignardia mangiferae
- Guignardia manihoticola
- Guignardia manihotis
- Guignardia manokwaria
- Guignardia medinillae
- Guignardia melanostigma
- Guignardia mespili
- Guignardia miconiae
- Guignardia microscopica
- Guignardia microsticta
- Guignardia migrans
- Guignardia mildae
- Guignardia mirabilis
- Guignardia miribelii
- Guignardia moelleriana
- Guignardia musae
- Guignardia myopori
- Guignardia nectandrae
- Guignardia niesslii
- Guignardia nilagiriaca
- Guignardia oleandrina
- Guignardia opuntiae
- Guignardia oxyriae
- Guignardia paulowniae
- Guignardia pedrosensis
- Guignardia pegani
- Guignardia perpusilla
- Guignardia perseae
- Guignardia philoprina
- Guignardia photiniae
- Guignardia phytolaccae
- Guignardia pinastri
- Guignardia pipericola
- Guignardia piperis
- Guignardia plectroniae
- Guignardia pleurothallis
- Guignardia podocarpi
- Guignardia polygonati
- Guignardia polygoni
- Guignardia polygoni-chinensis
- Guignardia populi
- Guignardia poterii
- Guignardia prasiolae
- Guignardia prominens
- Guignardia pruni-persicae
- Guignardia psidii
- Guignardia puerariae
- Guignardia puiggarii
- Guignardia pullulans
- Guignardia punctiformis
- Guignardia punctoidea
- Guignardia quercus-ilicis
- Guignardia ramulicola
- Guignardia rathenowiana
- Guignardia reniformis
- Guignardia reticulata
- Guignardia rhamni
- Guignardia rhodomyrti
- Guignardia rhynchosporae
- Guignardia robiniae
- Guignardia rosae
- Guignardia rosaecola
- Guignardia rosicola
- Guignardia rubi
- Guignardia rugosa
- Guignardia ryukyuensis
- Guignardia salicina
- Guignardia sansevieriae
- Guignardia sarcomphali
- Guignardia sawadae
- Guignardia scabiosae
- Guignardia scirpicola
- Guignardia seriata
- Guignardia serratulae
- Guignardia sibirica
- Guignardia singularis
- Guignardia smilacicola
- Guignardia smilacinae
- Guignardia smilacis
- Guignardia sojae
- Guignardia sophorae
- Guignardia spinicola
- Guignardia steppani
- Guignardia sterculiae
- Guignardia stromatica
- Guignardia sudetica
- Guignardia sydowiana
- Guignardia synedrellae
- Guignardia tetrazygiae
- Guignardia theae
- Guignardia tilakii
- Guignardia tofieldiae
- Guignardia traversoana
- Guignardia trichosanthis
- Guignardia tunetana
- Guignardia ulmariae
- Guignardia umbelliferarum
- Guignardia vaccinii
- Guignardia valesiaca
- Guignardia veronicae
- Guignardia verrucicola
- Guignardia xanthosomatis
- Guignardia xylostei

## Publication originale
- Viala & Ravaz, Bull. Soc. mycol. Fr. 8: 63 (1892).